# Li Jingquan
Pour les articles homonymes, voir Li.
Li Jingquan (1er novembre 1909 - 24 avril 1989) est un homme politique chinois et le premier secrétaire du Comité du Parti du Sichuan à la suite de la création de la république populaire de Chine en 1949.

## Biographie
Li Jingquan est né dans une famille de propriétaire dans le comté de Huichang, province du Jiangxi. Il a fréquenté l'Institut des paysans du Guomindang à Guangzhou dirigé par Mao Zedong. En 1931, il rejoint l'Armée rouge commandée par Zhu De à Jiangxi. Li Jingquan a participé à la Longue Marche et a fait équipe avec He Long. Pendant la guerre, il a combattu dans le nord-ouest, en Mongolie et au Shaanxi. Li est resté dans le Nord-Ouest jusqu'en 1949, quand il a participé à la libération du sud-ouest de la Chine. Avec He Long, Liu Bocheng et Deng Xiaoping, Li Jingquan a commandé les troupes qui ont libéré le Sichuan. En 1950, il devint la figure dominante dans le Sichuan occidental et en 1952, il fut le principal dirigeant de tout le Sichuan et une figure clé pour toute la région du sud-ouest, poste qu'il conserva jusqu'à la révolution culturelle. De plus, il est devenu actif au niveau national, d'abord en tant que membre de la Conférence consultative politique du peuple chinois (1954), puis en 1956 au Comité central du Pati communiste chinois et au Congrès national de 1965,.
Au début de la révolution culturelle en 1967, Li Jingquan a été sévèrement attaqué par les Gardes rouges à cause de sa collaboration avec He Long et d'autres révisionnistes présumés, dont Liu Shaoqi, Deng Xiaoping, le maire de Pékin Peng Zhen et Lu Dingyi, responsable de la propagande. En juin 1967, il a été publiquement marqué par 80 000 manifestants comme un élément anti-Parti, un anti-socialiste, un opposant à la pensée de Mao Zedong, gouverneur de son propre royaume (Sichuan) et un tyran. En conséquence, il a été relevé de tous ses postes.
Li Jingquan est revenu au devant de la scène en 1973, lorsqu'il a été élu membre du 10e Comité central du Parti communiste chinois. Après la révolution culturelle, il prit part aux délibérations d'importantes commissions consultatives, notamment le Comité de révision de la Constitution (1980) et le Comité permanent de la Commission consultative centrale (1982-1985). Grâce à ces positions, il a pu jouer un rôle dans la critique des excès qui avaient été perpétrés pendant la révolution culturelle.
Il disparait une nouvelle fois lors de la seconde chute de Deng Xiaoping en 1976. Ses éternels ennemis Liu Jieting et Zhang Xiting ont repris leurs activités révolutionnaires et plonge le Sichuan dans de nouveaux troubles. Mais Li Jingquan réapparait dans l’entourage de Deng Xiaoping après la « retour » de ce dernier en 1977. Il n’est certainement pas sans responsabilité aux « meetings de lutte » auxquels ses ennemis du Sichuan sont soumis, après le rétablissement de l’ordre, à l’automne 1977. Toutefois il ne reprend pas de fonctions provinciales et reste dans des tâches honorifiques au niveau national.